# Перес Мора, Хуан
Хуан Висенте Перес Мора (исп. Juan Vicente Pérez Mora; 27 мая 1909, Эль-Кобре, Тачира — 2 апреля 2024, Сан-Хосе-де-Боливар, Тачира) — венесуэльский долгожитель, фермер, возраст которого подтверждён Группой геронтологических исследований (GRG), Книгой рекордов Гиннесса и Групой LongeviQuest (LQ). До момента своей смерти являлся самым старым известным живым человеком в Венесуэле. Также он стал самым старым живущим мужчиной в мире после смерти испанского долгожителя Сатурнино де ла Фуэнте Гарсия 18 января 2022 года и последним мужчиной, рождённым в 1900-е. При жизни входил в топ 4 старейших мужчин в мировой истории. 26 декабря 2023 года вошёл в число 100 старейших людей в истории. Хуан Висенте Перес Мора скончался в возрасте 114 лет 311 дней.

## Биография
Хуан Висенте Перес Мора родился в Эль-Кобре, Тачира, Венесуэла, 27 мая 1909 года. Был девятым ребенком Эутикио Переса и Эдельмиры Моры. В 1913 году его семья переехала в Казерио Карикуена, Сан-Хосе-де-Боливар, где они приобрели ферму. 
В 4 года у него уже было 8 братьев. В детстве Перес Мора работал на ферме со своим отцом и братьями. В основном Хуан Висенте занимался сбором кофе и сахарного тростника. 
В 10 лет он начал учиться, но только на месяц, так как его учитель заболел. Он научился читать и писать по книге, которую дал ему учитель. Его брат Мигель жил в соседней деревне Лос-Паухилес, и Перес Мора начал работать на него. Там он встретил Эдиофину Гарсию и женился на ней в Сан-Хосе-де-Боливар в 1938 году. После свадьбы они переехали в деревню Лос-Паухилес в муниципалитете Франсиско-де-Миранда, Тачира, где родился их первый сын. В последующие годы он скопил достаточно денег и купил ферму в Казерио Карикуэна, где он работал вместе со своим братом Мигелем Арканхелем. Там же родились и остальные дети супругов. У пары было 11 детей, 6 сыновей и 5 дочерей.
Перес Мора стал шерифом Карикуэны в 1948 году, его основной работой было разрешение земельных и семейных споров. В конце 1950-х годов Перес был нанят для работы на строительстве шоссе между Сан-Хосе-де-Боливар и Кеникеа; ему платили всего два боливара. Его первый известный документ, удостоверяющий личность, был выдан только в 1963 году. В 1960-х годах он продал ферму в Карикуэне, чтобы купить недвижимость в Сан-Хосе-де-Боливар, где прожил всю оставшуюся жизнь.
В 1998 году умерла его жена.
Перес начал пользоваться инвалидной коляской в 2007 году, в возрасте 98 лет.
В мае 2019 года он отпраздновал своё 110-летие, став первым (известным) мужчиной-долгожителем из Венесуэлы. По состоянию на май 2020 года 6 его детей были ещё живы: 3 сына (Исабелино, Анхель Эдечио и Андронико) и 3 дочери (Мария, Елена и Нелида).
18 июня 2020 года Перес Мора дал интервью Agencia EFE как самый старый из ныне живущих людей в Венесуэле.
18 января 2022 года, после смерти 112-летнего Сатурнино де ла Фуэнте Гарсия из Испании, Перес Мора стал самым старым живым мужчиной в мире.
Последние годы Перес Мора проживал в Сан-Хосе-де-Боливар, Тачира, Венесуэла, где и скончался из-за респираторных осложнений 2 апреля 2024 года, в возрасте 114 лет 311 дней.

## Рекорды долгожителя
- 18 января 2022 года Хуан Висенте Перес Мора стал старейшим живым мужчиной в мире.
- 18 мая 2022 года вошёл в топ-20 старейших мужчин в истории.
- 27 мая 2022 года стал 370-м человеком в истории, отметившим 113 лет.
- 1 июня 2022 года после смерти Делио Вентуротти Хуан Висенте Перес Мора стал последним мужчиной, родившимся в 1909 году.
- 26 августа 2022 года вошёл в топ-15 старейших мужчин за всю историю, обогнав по возрасту Джеймса Сиснетта.
- 22 апреля 2023 года вошёл в топ-10 старейших мужчин в истории.
- 27 мая 2023 года стал 188-м человеком в истории, отметившим 114 лет.
- 3 декабря 2023 года Хуан Висенте Перес Мора стал 5-м старейшим верифицированным мужчиной в мире.
- 12 декабря 2023 года, после смерти Фусы Тацуми, Хуан Висенте Перес Мора вошёл в число 5 старейших живых людей в мире.
- 26 декабря 2023 года Хуан Висенте Перес Мора вошёл в число 100 старейших верифицированных людей в истории.
- 11 января 2024 года после смерти Эфраина Антонио Риоса Гарсии Хуан Висенте Перес Мора стал последним мужчиной, родившимся до 1911 года.